# Palac Sportu (stanice metra v Charkově)
Palac Sportu (ukrajinsky Палац Спорту) je stanice charkovského metra na Cholodnohirsko-Zavodské lince.
Stanice se do května 2016 jmenovala Maršala Žukova (ukrajinsky Маршала Жукова), název byl změněn po novém zákonu dekomunizace Ukrajiny.

## Charakteristika
Stanice je trojlodní, kdy obklad pilířů je z šedého mramoru a obklad kolejové zdi je z bílých dlaždic.
Stanice má dva vestibuly, všechny čtyři východy z vestibulů ústí na prospekt Herojiv Charkova.